# Прахаста
Праха́ста (санскр. प्रहस्‍त) — герой древнеиндийского эпоса «Рамаяна», могучий воин-ракшаса, главнокомандующий армией правителя Ланки Раваны. Прахаста привёл войско Раваны к победе над Ямой, Куберой и другими богами, асурами и дайтьями. Под его предводительством, армия Раваны также встретила атаку Рамы, Лакшманы, Сугривы и войска ванаров. Прахаста был младшим братом Индраджита и погиб вместе с ним от руки Лакшманы в первый день битвы между войском Рамы и Раваны. Описывается, что Лакшмана смог одержать вверх над своими противниками, применив различные виды божественного оружия.